# Big Island, Newfoundland
Big Island är en ö i Kanada.   Den ligger i provinsen Newfoundland och Labrador, i den östra delen av landet, 1 400 km öster om huvudstaden Ottawa. Arean är 5,2 kvadratkilometer. Ön hette före 2008 Pearl (Big) Island.
Terrängen på Big Island är lite kuperad. Öns högsta punkt är 253 meter över havet. Den sträcker sig 3,1 kilometer i nord-sydlig riktning, och 3,3 kilometer i öst-västlig riktning.